# Genocidi de Gaza
El genocidi de Gaza o el genocidi de palestins en Gaza és un suposat crim de guerra de l'Estat d'Israel en contra del poble palestí que segons alguns experts de governs, organitzacions no governamentals i agències de l'Organització de les Nacions Unides (ONU) han dut a terme durant la Guerra entre Israel i Gaza de 2023 provocada per l'atac de Hamas del 7 d'octubre de 2023 a Israel, en què els atacants van matar 1.139 persones, entre israelians (civils i militars) i forans, i 251 persones foren segrestades i dutes a la Franja de Gaza.
El procediment de Sud-àfrica contra Israel al Tribunal Internacional de Justícia (CIJ) ha provocat crítiques de publicacions i persones que argumenten que les afirmacions que Israel està cometent genocidi a Gaza abaratien el terme i en minen la gravetat tal com defineix la Convenció sobre el genocidi de les Nacions Unides.
El 20 de maig de 2024 Karim Khan, fiscal del Tribunal Penal Internacional (TPI) va demanar ordres de detenció per a Yahya Sinwar, Mohammed Deif i Ismail Haniyeh, i el primer ministre israelià Benjamin Netanyahu i el ministre de Defensa d'Israel, Yoav Gallant, acusats de crims de guerra i crims contra la humanitat pels atacs del 7 d'octubre a Israel i la posterior guerra a Gaza. El 21 de novembre de 2024 el TPI va ordenar detenir per crims de guerra i contra la humanitat Netanyahu, Gallant i Deif.
El conflicte ha generat nombrosos episodis de desinformació, com l'afirmació que va ser els soldats israelians qui va disparar contra els seus propis civils al festival de música Supernova el 7 d'octubre, que es van decapitar 40 nadons, que les fotografies d'atrocitats comeses per Hamàs es van realitzar utilitzant intel·ligència artificial, o l'escenificació del patiment dels palestins. Els usuaris de les xarxes socials, inclosos polítics i mitjans de comunicació d'alt perfil van compartir el juny de 2025 un suposat estudi de la Universitat Harvard segons el qual 377.000 persones havien desaparegut a Gaza, però l'estudi no va ser realitzat per la Universitat Harvard i l'estimació es basava en càlculs erronis.

## Antecedents
Des de l'inici de la guerra entre Israel i Gaza de 2023, s'estima que com a mínim 1.706 israelians i 48.405 palestins han mort com a conseqüència directa dels atacs israelians (1 de cada 50 persones en la Franja, o sia, un 2% de la població), si bé no tots els cossos hi estan identificats o s'han recuperat. Segons els informes de Hamàs de març de 2025, després que milers de dones i nens que prèviament s'havien donat per morts van ser donats de baixa de les llistes de víctimes, el 72% dels morts durant la guerra son homes en edat militar. Un estudi britànic del gener de 2025 que emprava mètodes estadístics usats en els conflictes de Kosovo, Sudan, Guatemala i Colòmbia va estimar que unes 64.260 persones ja havien mort abans del 30 de gener de 2024.
A més de les morts directes, un bloqueig israelià forçat sobre la totalitat de la Franja ha contribuït en l'auge de la fam o l'amenaça de fam, sumat que les forces israelianes dificulten o impedeixen que els subministraments humanitaris arribin a la població palestina, bloquejant o atacant els combois humanitaris, el que amenaça constantment de causar una forta crisi humanitària. Al començament del conflicte, Israel va tallar el subministrament d'aigua i electricitat de la Franja. Només el juny de 2024, més de 500 treballadors sanitaris a Gaza havien estat assassinats, i l'agost de 2024 només 17 dels 36 hospitals de Gaza funcionaven parcialment. Israel també ha destruït nombrosos llocs d'interès cultural o rellevància patrimonial, entre els quals s'inclouen 13 biblioteques que contenien milers de llibres i manuscrits, totes les 12 universitats del país i el 80% dels seus centres escolars, dosenes de mesquites, tres esglésies i dos museus.
Diversos observadors, inclosa la relatora especial de les Nacions Unides, Francesca Albanese, han citat diverses declaracions d'alts funcionaris israelians que poden indicar una "intenció de destruir" la població de Gaza, una condició necessària perquè es compleixi el llindar legal del genocidi. La majoria d'estudiosos de l'Orient Mitjà basats als Estats Units, creuen que les accions d'Israel a Gaza tenen la intenció de fer-la inhabitable per als palestins, i el 75% d'ells diu que les accions d'assassinat massiu d'Israel a Gaza constitueixen "crims de guerra importants semblants al genocidi" o directament un "genocidi".
Per altra banda, un estudi fet per la Universitat Estatal de Pennsilvània a Maig de 2025 posa de relleu que gairebé la meitat (el 47%) de la població israeliana dona suport a que el seu exercit extermini la població a Gaza.

### Procediment davant del Tribunal Internacional de Justícia
El govern de Sud-àfrica ha iniciat uns procediments, Sud-àfrica contra Israel, davant el Tribunal Internacional de Justícia (CIJ), al·legant una violació de la Convenció sobre el genocidi. En una sentència inicial, la CIJ va declarar que Sud-àfrica tenia dret a presentar el seu cas contra Israel, mentre que els palestins tenien "un dret plausible a ser protegits del genocidi" i que s'enfrontaven a un risc real de danys irreparables. El tribunal va ordenar a Israel que compleixi les seves obligacions en virtut de la Convenció sobre el genocidi prenent totes les mesures al seu abast per prevenir la comissió d'actes de genocidi, prevenir i castigar la incitació al genocidi i permetre l'entrada dels serveis humanitaris bàsics a Gaza, no va ordenar als suspensió de la campanya militar i va expressar la seva preocupació pel destí dels ostatges detinguts a la Franja de Gaza.
El govern israelià va rebutjar les acusacions i va acusar el tribunal d'esser antisemita.

### Procediment davant del Departament de Justícia dels Estats Units
El febrer de 2024 el Departament de Justícia dels Estats Units va acusar Yahya Sinwar, el líder de les Brigades Izz ad-Din al-Qassam Mohammed Deif, el líder polític de Hamàs Ismail Haniyeh, el líder adjunt del braç armat de l'organització Marwan Issa, el líder del grup fora de Gaza i Cisjordània Khaled Mashal, i Ali Baraka amb set càrrecs, inclòs l'assassinat d'almenys 43 ciutadans nord-americans, conspiració per finançar el terrorisme, conspiració per bombardejar un lloc d'ús públic que va provocar la mort, conspiració per finançar el terrorisme i suport material per a actes de terrorisme que van provocar la mort, i ús d'armes de destrucció massiva. En cas de ser condemnats, els acusats podrien ser condemnats a cadena perpètua o pena de mort. Haniyeh, Issa i Deif han mort en atacs que van ser reclamats per Israel o atribuïts a ells.

### Procediment davant del Tribunal Penal Internacional
El 20 de maig de 2024 Karim Khan, fiscal del Tribunal Penal Internacional (TPI) va demanar ordres de detenció per a Yahya Sinwar, Mohammed Deif i Ismail Haniyeh, i el primer ministre israelià Benjamin Netanyahu i el ministre de Defensa d'Israel, Yoav Gallant, acusats de crims de guerra i crims contra la humanitat pels atacs del 7 d'octubre a Israel i la posterior guerra a Gaza. El 21 de novembre de 2024 el TPI va ordenar detenir per crims de guerra i contra la humanitat Netanyahu, Gallant i Deif.